# Ken Foree
Ken Foree (Indianápolis, 29 de fevereiro de 1948) é um ator norte-americano, mais conhecido por ter interpretado o protagonista Peter no filme Dawn of the Dead (1978), e Roger Rockmore no seriado Kenan & Kel, da Nickelodeon.

## Biografia
Ken começou a atuar em 1970, com suas primeiras aparições no cinema no filme The Bingo Long Traveling All-Stars & Motor Kings (1976) e nos filmes The Wanderers e Despertar dos Mortos filmados em 1979.
Mais tarde, ele trabalhou no remake de The Dentist (1996) e Knightriders (1981). Em 2005, ele estrelou como Charlie Altamont no filme The Devil's Rejects. Foree também desempenhou o papel de Roger Rockmore, pai de Kenan e Kyra, na série da Nickelodeon Kenan & Kel.
Foree também apareceu no remake de 2007 do filme de 1978 Halloween e no remake de Dawn of the Dead.

## Foree Fest
Ken tem seu próprio festival de horror intitulado "Foree Fest". Realizado no Reino Unido, o primeiro evento ocorreu em 2007, com um segundo em outubro de 2009 e um terceiro evento em 2013.

## Filmografia

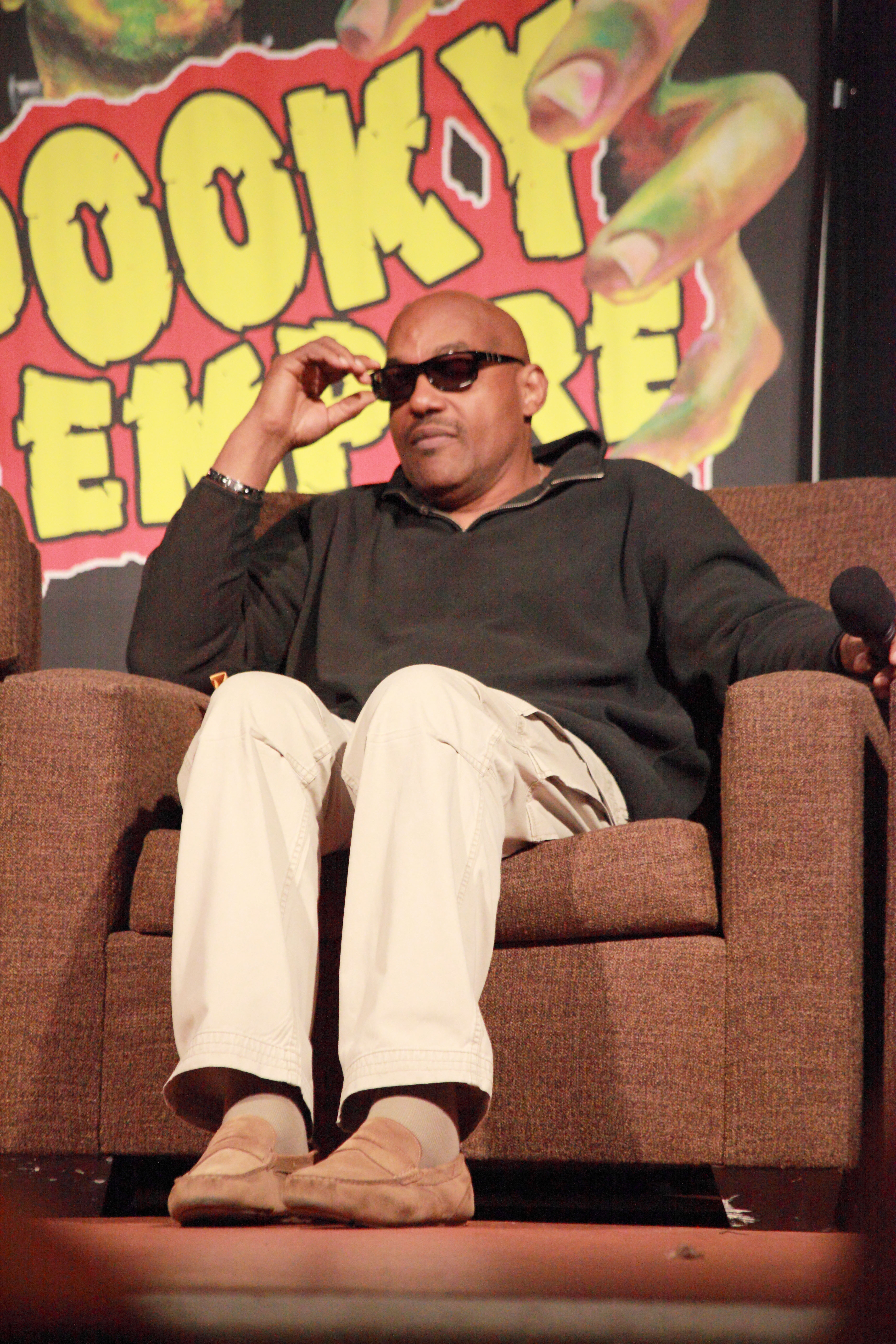
Ken Foree em 2014 na convenção de Spooky Empire's Ultimate Horror Weekend, realizada em Orlando, Flórida.

| Ano  | Filme                                            | Personagem               | Notas                 |
| ---- | ------------------------------------------------ | ------------------------ | --------------------- |
| 1976 | The Bingo Long Traveling All-Stars & Motor Kings | Honey, Potter's Goon     |                       |
| 1978 | Dawn of the Dead                                 | Peter                    |                       |
| 1979 | The Wanderers                                    | Black Sportsman          |                       |
| 1979 | The Fish That Saved Pittsburgh                   | Pittsburgh Python player |                       |
| 1981 | Knightriders                                     | Little John              |                       |
| 1986 | From Beyond                                      | Buford 'Bubba' Brownlee  |                       |
| 1986 | Jo Jo Dancer, Your Life Is Calling               | Big Joke                 |                       |
| 1987 | Terror Squad                                     | Deputy Brown             |                       |
| 1988 | Death Spa                                        | Marvin                   |                       |
| 1989 | True Blood                                       | Det. Charlie Gates       |                       |
| 1989 | Phantom of the Mall: Eric's Revenge              | Acardi                   |                       |
| 1990 | Leatherface: Texas Chainsaw Massacre III         | Benny                    |                       |
| 1990 | Taking Care of Business                          | J.B.                     |                       |
| 1990 | Fatal Charm                                      | Willy                    |                       |
| 1990 | Without You I'm Nothing                          | Emcee (M.C.)             |                       |
| 1990 | Down the Drain                                   | Buckley                  |                       |
| 1991 | Night of the Warrior                             | Oliver                   |                       |
| 1991 | Diplomatic Immunity                              | Del Roy Gaines           |                       |
| 1991 | Hangfire                                         | Billy                    |                       |
| 1993 | Joshua Tree                                      | Eddie Turner             |                       |
| 1994 | Viper                                            | Harley Trueblood         |                       |
| 1995 | Sleepstalker                                     | Detetive Rolands         |                       |
| 1996 | The Dentist                                      | Detetive Gibbs           |                       |
| 1996 | Kenan and Kel (TV)                               | Roger Rockmore           |                       |
| 2000 | Two Heads Are Better Than None                   | Roger                    |                       |
| 2004 | Dawn of the Dead                                 | The Televangelist        |                       |
| 2004 | Grand Theft Auto: San Andreas                    | Pedestres                |                       |
| 2005 | The Devil's Rejects                              | Charlie Altamont         |                       |
| 2005 | Brotherhood of Blood                             | Stanis                   |                       |
| 2006 | The Devil's Den                                  | Leonard                  |                       |
| 2007 | Splatter Disco                                   | Shank Chubb              |                       |
| 2007 | Halloween                                        | Big Joe Grizzley         |                       |
| 2007 | Black Santa's Revenge                            | Black Santa              |                       |
| 2007 | Brutal Massacre: A Comedy                        | Carl                     | pós-produção          |
| 2007 | Live Evil                                        | Max                      |                       |
| 2008 | Dead Bones                                       | The Bartender            |                       |
| 2008 | Cut, Print                                       | Jack Stanley             | Orlando Entertainment |
| 2009 | Zone of the Dead                                 | Mortimer Reyes           |                       |
| 2009 | D.C. Sniper                                      | John Allen Muhammad      |                       |
| 2009 | Bind                                             |                          |                       |
| 2011 | Water for Elephants                              | Earl                     |                       |
| 2012 | The Lords of Salem                               | Herman Jackson           |                       |